# Distretto di Guemar
Il distretto di Guemar è un distretto della provincia di El Oued, in Algeria.

## Comuni
Il distretto di Guemar comprende 3 comuni:
- Guemar
- Ourmas
- Taghzout